# Janusz Zakrzeński

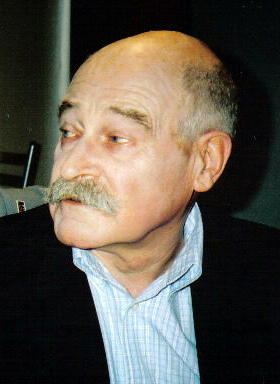
Janusz Zakrzeński (2007)

Janusz Zakrzeński (* 8. März 1936 in Przededworze; † 10. April 2010 in Smolensk, Russland) war ein polnischer Schauspieler.

## Leben
Janusz Zakrzeński besuchte die Staatliche Schauspielschule PWST in Krakau, die er 1960 abschloss. Sein erstes Theaterengagement erhielt er 1960 am Teatr Słowacki in Krakau, wo er bis 1967 zum Ensemble gehörte. Danach ging er nach Warschau, wo er von 1967 bis 1974 zum Ensemble des Teatr Polski gehörte. Anschließend spielte von 1974 bis 1984 am Teatr Nowy und 1984/85 am Teatr Narodowy. Von 1985 bis zu seinem Tod 2010 gehörte er dem Ensemble des Teatr Polski in Warschau an. Sein Filmdebüt gab er 1958. Er spielte seitdem mehr als 50 Rollen in Kinofilmen und Fernsehserien. 1965 stellte er in Andrzej Wajdas Film Legionäre (Popioły) Napoleon Bonaparte dar. In Bohdan Porębas Film Polonia Restituta stellte 1980 erstmals Józef Piłsudski dar. Diese Rolle übernahm in seinen letzten Lebensjahren mehrfach bei offiziellen Jahrestagsfeiern. Über Piłsudski schrieb er das Buch Moje spotkania z Marszałkiem. Dem polnischen Fernsehpublikum war er durch die Fernsehserie M jak miłość bekannt.
Am 10. April 2010 gehörte Zakrzeński zu einer polnischen Delegation um Staatspräsident Lech Kaczyński, die anlässlich des siebzigsten Jahrestages des Massakers von Katyn zur Gedenkstätte nach Russland reisen sollte. Bei dem Flugunfall der Delegation nahe dem Militärflugplatz Smolensk-Nord kam er jedoch gemeinsam mit weiteren hochrangigen Repräsentanten Polens ums Leben.
Postum wurde Zakrzeński am 16. April 2010 das Komturkreuz des Ordens Polonia Restituta (Krzyż Komandorski Orderu Odrodzenia Polski) verliehen.

## Filmografie
- 1959: Streit um Basie (Awantura o Basie)
- 1965: Legionäre (Popioły)
- 1966: Lenin in Polen (Lenin w Polsce)
- 1968: Parole 'Korn' (Hasło Korn)
- 1973: Schwarze Wolken (Czarne chmury)
- 1978: Was tust du mir, wenn du mich fängst? (Co mi zrobisz, jak mnie złapiesz)
- 1979: Das Geheimnis der Enigma (Sekret Enigmy)